# Virgin Holidays
Virgin Holidays Limited – firma wchodząca w skład Virgin Group należącej do Richarda Bransona. Powstała w 1985 roku, rok po uruchomieniu Virgin Atlantic Airways. Początkowo jej działalność ograniczała się jedynie do sprzedaży biletów na loty do Nowego Jorku, Miami i Orlando. Z czasem stała się jednym z największych operatorów turystycznych w Wielkiej Brytanii.

## Działalność
Virgin Holidays oferuje wakacje na całym świecie. Dodatkowo firma stworzyła program narciarski „Virgin Snow”, specjalny oddział zajmujący się rejsami „Virgin Holidays Cruises” i oferujący wycieczki objazdowe „Worldwide Journeys”.

## Rozwój
We wrześniu 2008 Virgin Holidays rozpoczęło współpracę z należącymi do Herberta Ypma HIP Hotels, tworząc Virgin Holidays + HIP Hotels – firmę oferującą dostosowane do indywidualnych wymagań i potrzeb wycieczki po luksusowych hotelach. Firma dokonała też przejęcia innych operatorów wycieczek: Travel City i Bales Worldwide.
Firma ma własną sieć placówek w Wielkiej Brytanii. Samodzielny wakacyjny dom handlowy na High Street Kensington to jeden z ponad 100 punktów sprzedaży. Na koniec roku 2012 szacowano liczbę placówek na ponad 200.

## Nagrody
Virgin Holidays zostało uznane za najlepszego operatora długodystansowego podczas TTG Awards 2010 i wygrało 13 nagród podczas British Travel Awards 2010, w tym nagrodę za najlepszy oferowany pakiet wakacyjny na długim dystansie. Virgin Holidays zyskało uznanie jako Consumer Superbrand w 2011, według ekspertów i konsumentów jest jedną z najsilniejszych marek w Wielkiej Brytanii.

## V-room
Na lotniskach Gatwick i Manchester powstały ekskluzywne salony (v-roomy) dla klientów Virgin Holidays i pierwsze w historii tego typu pomieszczenia przeznaczone dla osób wybierających się na wakacje.

## Działalność na rzecz środowiska
21 września 2006 roku Richard Branson ogłosił, że zyski jakie osiągnie Virgin Group z działalności Virgin Holidays, zostaną w całości przekazane na badania i inwestycje w rozwój ekologicznych źródeł energii. Zadeklarował również, że także zyski z Virgin Atlantic Airways i Virgin Trains zostaną przekazane na ten cel, co w sumie miało dać szacunkowo około 3 miliardy dolarów w przeciągu 10 lat. W tym samym czasie powiedział:
„Nasze pokolenie odziedziczyło po naszych rodzicach niezwykle piękny świat, a oni po swoich rodzicach, od nas zależy czy nasze dzieci odziedziczą ten sam świat.”
Mając bogate doświadczenie w tworzeniu innowacji, firma stara się wznieść ponad przekonanie, że bardziej przyjazne środowisku wakacje muszą być trudne lub nudne. The Human Nature Promise (Obietnica Ludzkiej Natury), którą firma przyjęła za swoje motto, jest oparta na przekonaniu, że biznes i klienci mogą pozytywnie uczestniczyć w ochronie środowiska i we wspieraniu lokalnych społeczności podczas wakacyjnych podróży.